# 帕维尔·皮特里亚
帕维尔·皮特里亚（波蘭語：Paweł Pietryja，1992年6月2日—），波蘭男子羽毛球運動員。

## 簡歷
帕维尔·皮特里亚最初在出生地普什奇納的俱樂部「UKS Plesbad 普什奇納」開始打羽毛球，目前仍然效力該俱樂部。
2015年7月，皮特里亚代表波蘭（奥波莱大学）出戰韓國光州市舉行的世界大學生運動會羽毛球比賽。

## 主要比賽成績
只列出曾進入準決賽的國際賽事成績：
| 年份   | 賽事                   | 公開賽級別 | 項目     | 拍檔                    | 成績   |
| ------ | ---------------------- | ---------- | -------- | ----------------------- | ------ |
| 2014年 | 羅馬尼亞羽毛球國際賽   | 國際系列賽 | 男子雙打 | 米洛什·博哈特           | 準決賽 |
| 2014年 | 立陶宛羽毛球國際賽     | 未來系列賽 | 男子雙打 | 米洛什·博哈特           | 準決賽 |
| 2014年 | 立陶宛羽毛球國際賽     | 未來系列賽 | 混合雙打 | 阿内塔·维特科夫斯卡     | 冠軍   |
| 2014年 | 斯洛伐克羽毛球公開賽   | 未來系列賽 | 男子雙打 | 马切伊·达布罗夫斯基     | 準決賽 |
| 2014年 | 斯洛伐克羽毛球公開賽   | 未來系列賽 | 混合雙打 | 阿内塔·维特科夫斯卡     | 冠軍   |
| 2014年 | 波蘭羽毛球國際賽       | 國際系列賽 | 男子雙打 | 亚当·克瓦林纳           | 冠軍   |
| 2014年 | 波蘭羽毛球國際賽       | 國際系列賽 | 混合雙打 | 阿内塔·维特科夫斯卡     | 準決賽 |
| 2014年 | 芬蘭羽毛球國際賽       | 國際系列賽 | 混合雙打 | 阿格涅什卡·维特科夫斯卡 | 準決賽 |
| 2014年 | 土耳其羽毛球國際賽     | 國際系列賽 | 男子雙打 | 米洛什·博哈特           | 準決賽 |
| 2014年 | 土耳其羽毛球國際賽     | 國際系列賽 | 混合雙打 | 阿内塔·维特科夫斯卡     | 準決賽 |
| 2015年 | 愛沙尼亞羽毛球國際賽   | 國際系列賽 | 混合雙打 | 阿内塔·维特科夫斯卡     | 準決賽 |
| 2015年 | 羅馬尼亞羽毛球國際賽   | 國際系列賽 | 男子雙打 | 米洛什·博哈特           | 亞軍   |
| 2015年 | 羅馬尼亞羽毛球國際賽   | 國際系列賽 | 混合雙打 | 阿内塔·维特科夫斯卡     | 準決賽 |
| 2015年 | 波蘭羽毛球公開賽       | 國際挑戰賽 | 男子雙打 | 米洛什·博哈特           | 準決賽 |
| 2015年 | 希臘羽毛球國際賽       | 國際系列賽 | 男子雙打 | 米洛什·博哈特           | 冠軍   |
| 2015年 | 希臘羽毛球國際賽       | 國際系列賽 | 混合雙打 | 阿内塔·维特科夫斯卡     | 亞軍   |
| 2015年 | 立陶宛羽毛球國際賽     | 未來系列賽 | 男子雙打 | 米洛什·博哈特           | 冠軍   |
| 2015年 | 波蘭羽毛球國際賽       | 國際系列賽 | 男子雙打 | 沃伊切赫·苏库德拉尔塞克 | 亞軍   |
| 2016年 | 冰島羽毛球國際賽       | 國際系列賽 | 男子雙打 | 沃伊切赫·苏库德拉尔塞克 | 準決賽 |
| 2016年 | 冰島羽毛球國際賽       | 國際系列賽 | 混合雙打 | 阿内塔·维特科夫斯卡     | 亞軍   |
| 2016年 | 葡萄牙羽毛球國際賽     | 國際系列賽 | 男子雙打 | 沃伊切赫·苏库德拉尔塞克 | 準決賽 |
| 2016年 | 希臘羽毛球公開賽       | 國際系列賽 | 男子雙打 | 米洛什·博哈特           | 冠軍   |
| 2016年 | 希臘羽毛球公開賽       | 國際系列賽 | 混合雙打 | 阿内塔·维特科夫斯卡     | 冠軍   |
| 2016年 | 波蘭羽毛球國際賽       | 國際系列賽 | 混合雙打 | 阿内塔·维特科夫斯卡     | 亞軍   |
| 2016年 | 匈牙利羽毛球國際賽     | 國際系列賽 | 混合雙打 | 阿内塔·维特科夫斯卡     | 亞軍   |
| 2016年 | 意大利羽毛球國際賽     | 國際挑戰賽 | 男子雙打 | 亚当·克瓦林纳           | 準決賽 |
| 2018年 | 克羅地亞羽毛球國際賽   | 未來系列賽 | 混合雙打 | 阿内塔·维特科夫斯卡     | 冠軍   |
| 2018年 | 斯洛文尼亞羽毛球國際賽 | 國際系列賽 | 男子雙打 | Przemyslaw Szydlowski   | 準決賽 |
| 2018年 | 希臘羽毛球公開賽       | 國際系列賽 | 混合雙打 | 阿格涅什卡·维特科夫斯卡 | 亞軍   |
| 2018年 | 以色列夏瑣羽毛球國際賽 | 未來系列賽 | 男子雙打 | Alan Ostrowski          | 準決賽 |
| 2019年 | 斯洛文尼亞羽毛球國際賽 | 國際系列賽 | 男子雙打 | 亞當·克瓦林納           | 亞軍   |
| 2019年 | 拉脫維亞羽毛球國際賽   | 未來系列賽 | 男子雙打 | 罗伯特·齐布尔斯基       | 準決賽 |
| 2019年 | 立陶宛羽毛球國際賽     | 未來系列賽 | 男子雙打 | 罗伯特·齐布尔斯基       | 冠軍   |
| 2019年 | 埃及羽毛球國際賽       | 國際系列賽 | 男子雙打 | 扬·鲁津斯基             | 亞軍   |
| 2019年 | 阿爾及利亞羽毛球國際賽 | 國際系列賽 | 男子雙打 | 扬·鲁津斯基             | 亞軍   |

| 2007-2017年 | 首要超級賽 | 超級賽 | 黃金大獎賽 | 大獎賽 | 國際挑戰賽 | 國際系列賽 | 未來系列賽 | 其他 |

| 2018-2026年 | 總決賽 | 超級1000賽 | 超級750賽 | 超級500賽 | 超級300賽 | 超級100賽 | 國際挑戰賽 | 國際系列賽 | 未來系列賽 | 其他 |